# Base navale de Kuttabul
La base navale de Kuttabul est le centre administratif, de formation et de soutien logistique de la Fleet Base East de la marine australienne (Royal Australian Navy). Elle est située sur la côte est de l'Australie à Garden Island à Sydney. L'établissement, situé au sud de l'île, dans la banlieue de Potts Point, porte le nom du ferry HMAS Kuttabul (en) qui a été coulé, alors qu'il était à quai à Garden Island, par un sous-marin de poche de la Marine impériale japonaise lors d'une attaque du port de Sydney en 1942. 

## Historique
Garden Island abrite une base navale depuis 1856, lorsque le gouvernement de Nouvelle-Galles du Sud proposa d'attribuer l'endroit à la Royal Navy pour servir de base aux navires de guerre britanniques chargés d'assurer la défense de l'Australie. À la suite de la fondation de la Royal Australian Navy en 1911, tous les établissements de la marine ont été donnés par le Royaume-Uni à la marine australienne. Toutefois, jusqu'en 1939, la propriété de Garden Island fut sujet à litige, le gouvernement de Nouvelle-Galles du Sud prétendant en avoir la propriété. Ceci a été résolu lorsque le gouvernement australien a d'abord réquisitionné l'île (avec la base navale) en vertu de pouvoirs d'urgence en temps de guerre en 1939 puis lorsque le gouvernement fédéral acheta Garden Island à la Nouvelle-Galles du Sud pour 638 000 AUD en 1945. 
L'installation de Garden Island abrite le quai capitaine Cook, la plus grande cale sèche dans l'hémisphère sud. Le quai a été construit entre 1940 et 1945, en comblant la zone située entre Garden Island et Potts Point. Le quai et les chantiers navals adjacents sont exploités, en vertu d'un accord de location, par Thales Australia. La pointe septentrionale de l'île est, depuis 2008, ouverte au public et accessible uniquement par bateau. La zone abrite le Centre du patrimoine maritime australien (Royal Australian Navy Heritage Center), ouvert en 2004, et qui possède des graffitis datant de la première flotte (First Fleet) de 1788. 
Depuis sa fondation jusqu'à la création de la base navale de Stirling en 1978, Kuttabul a été la principale base navale de la marine australienne. Avec la création de deux bases principales, Kuttabul Garden Island a pris la désignation complémentaire de base de la flotte orientale (Fleet Base East).

## Liste des navires stationnés dans la base
[Quand ?]
Bien que Kuttabul soit la principale partie administrative de la base de la flotte orientale, la base de la flotte orientale est également responsable des forces de lutte contre les mines de la marine australienne stationnées sur la côte est. Celles-ci sont basées à Waterhen.
- Classe Huon
  - HMAS Huon (M 82)
  - HMAS Hawkesbury (M 83)
  - HMAS Norman (M 84)
  - HMAS Gascoyne (M 85)
  - HMAS Diamantina (M 86)
  - HMAS Yarra (M 87)
- Classe Adelaide
  - HMAS Sydney (FFG 03)
  - HMAS Darwin (FFG 04)
  - HMAS Melbourne (FFG 05)
  - HMAS Newcastle (FFG 06)
- Classe Anzac
  - HMAS Stuart (FFH 153)
  - HMAS Parramatta (FFH 154)
  - HMAS Ballarat (FFH 155)
- Classe Canberra
  - HMAS Adelaide (L01)
  - HMAS Canberra (L02)
- HMAS Success (OR 304)
- ADV Ocean Shield
- STS Young Endeavour